# Homosexualidad y wicca
La wicca, religión neopagana creada en la segunda mitad del siglo XX, se distingue de las religiones mayoritarias por una apertura hacia los problemas de los homosexuales, al igual que otras como el unitarismo universalista. Además, la wicca no contempla el pecado como otras religiones considerando que se puede hacer todo lo que no dañe a otro. Por tanto, la homosexualidad en el contexto de la religión no se puede considerar algo bueno ni malo, sino que atañe a la concepción espiritual de cada uno.
Algunos grupos conservadores wicca tiene una visión propia del asunto. Un ejemplo es el Gardnerianismo, que aunque declara no tener prejuicios ante la homosexualidad, solamente forman parejas de diferentes sexos. Miembros de otras corrientes, como la sacerdotista Lois Bourne piensan que el fundador de la wicca, Gerald Gardner, que da el nombre a la anterior corriente, era homófobo y que tenía un "profundo odio" a los homosexuales por considerar que no seguían las leyes de la naturaleza.
Un ejemplo de la actitud defendida por el gardnerianismo se da en el Gran Rito: se efectúa un rito sexual únicamente entre un sacerdote y una secerdotisa, que invocan a las divinidades potenciando sus rasgos sexuales. En el ritual, el athame representa el elemento masculino, y el cáliz el femenino Esta visión del gran rito es considerada una forma de discriminar a los homosexuales por algunas congregaciones. Por ejemplo esa preocupación la expresó la Asociación Pagana de Canadá, declarando que enfatizar separadamente los rasgos masculino y femenino en el Gran Rito era una forma de discriminación.
Otro ejemplo es el de Alex Sanders, el fundador de la rama Wicca alejandrina que, teniendo en cuenta muchos testimonios de otros miembros, había tenido relaciones románticas y sexuales tanto con hombres como por mujeres, antes de casarse con Maxine. 